# Скорпіон (персонаж)
Мак Ґарґан (англ. Mac Gargan) — суперлиходій з коміксів американського видавництва Marvel Comics. Спочатку цей персонаж виступав як Скорпіон. Потім він з'єднався з інопланетним сімбіоти - Веном і став однією з його іпостасей. Після подій громадянської війни супергероїв Ґарґан представлений громадськості як Дивовижний Людина-павук. Був створений Стеном Лі та Стівом Дітко. Всього Скорпіонів було три.

## Біографія
До зустрічі з Джеймсоном, приватний детектив Макдональд Ґарґан займався тим, що стежив за невірними дружинами, робив фотографії для шантажистів, щоб заплатити за оренду приміщення і щось поїсти, і заглушав почуття безвиході дешевим алкоголем. Він був найнятий Джеймсоном, щоб дізнатися, яким чином у Пітера Паркера (Peter Parker) виходять такі чудові знімки Людини-Павука, і як він з ним пов'язаний. Але, завдяки чуттю і винахідливості, Пітеру вдавалося вислизати від Ґарґана. До його, напевно, щастя, Джеймсону було вже не до стеження за Паркером. Він переглядав підготовлені для газети статті. В одній з них було написано про доктора Ферлі Стіллвелла (Dr. Farley Stillwell). Він передавав властивості однієї тварини іншій за допомогою штучної мутації. «Геніальний» план Джеймсона полягав у створенні людини з властивостями-якого сильного тварини, який би впорався з Людиною-павуком. Він запропонував Ґарґану за 10.000 $ стати цією людиною. Той, не довго думаючи, погодився. Вони відразу ж помчали до Ферлі Стіллвелла. Побачивши результати його роботи, Джеймсон запропонував йому 10.000 $ за те,щоб провести експеримент на людині. Стіллвелл не зміг відмовитися. Йому потрібні були гроші на його експерименти. Він поголив голову Ґарґана і дав сироватку, наділивши його силами скорпіона, а після піддав опроміненню. Поки він опромінювався, Стіллвелл робив йому костюм з міцним екзоскелетом і кібернетичним хвостом (без жала). Одягнувши костюм, Ґарґан продемонстрував неймовірну силу. Джеймсон був, звичайно ж, задоволений. Біля Дейлі Б'юґл (Daily Bugle) Людина-Павук потрапив до лап Скорпіона. Завдяки своїй величезній силі, він рвав павутину, як нитки. Ґарґан не давав верхолазу ні хвилини на відпочинок, і, зрештою, Скорпіон вирубав його, кинувши у водонапірну вежу.
Все б нічого, та поступово почав проявлятися побічний ефект сироватки, про який так само дізнався Стіллвелл, провівши тести, і, приготувавши антидот, побіг рятувати Скорпіона поки не стало занадто пізно. Чим Скорпіон ставав сильнішим, тим більше він божеволів (як вважав Стіллвелл, виявлялася «зла натура»). Сп'янілий власною силою, він плюнув на накази Джеймсона і відправився грабувати броньований фургон. Але він виявився порожнім. У нього тільки збиралися завантажувати дорогоцінні камені. Вкравши у інкасаторів мішок з коштовностями, він зустрівся зі Стіллвеллом. Він запропонував йому антидот, щоб той знову став нормальною людиною, поки не пізно, але Скорпіонові і так все дуже подобалося. Коли ж він поліз на будівлю, то вчений поліз за ним, але він не втримався і впав з висоти третього поверху. Скорпіон попереджав його про те, що він не втримається, але після того, що сталося, йому було абсолютно начхати. 
Людина-Павук, почувши сигнал тривоги, прибув на місце, і тут-то зав'язалася нерівна сутичка. Людина-Павук знову був повалений, а Скорпіон досяг піку своєї могутності, але також позбувся можливості знову стати звичайною людиною. Залишивши Павука без свідомості, Скорпіон відправився за своєю останньою метою - Джеймсоном. Тільки він знав, хто він насправді, а людина з таким знанням був для нього вкрай небезпечний. З'явившись в офісі Джеймсона, Скорпіон налякав секретарку Бетті Брант (Betty Brant). Джеймсон наказав їй вийти, викликати поліцію і сказати всім, що потрібно евакуюватися з будівлі. Джеймсон і Скорпіон залишилися один на один, але не на довго. Людина-Павук влетів в офіс, випустив рідку, липку павутину під ноги Скорпіона, відірвав йому хвіст і вирубав його.
Наступного дня вийшла газета із заголовком: «Скорпіон спійманий! Джеймсон герой!».

## Ніколи не наступай на Скорпіона!
Скорпіона, природно, посадили у в'язницю, але він прикинувся, що божеволіє без свого костюма, і охорона повернула його, щоб він заспокоївся. Після, він його полагодив і втік.
- Я попереджав їх, але вони сміялися з мене! Я говорив, що ніяка тюрма не зможе утримати Скорпіона!
Коли він прибув до міста, вже стало відомо про втечу Скорпіона. Він побачив Людину-Павука, літаючого по місту, і занадто явно намагається привернути увагу Гаргана, про що він, природно, здогадався. Отже Джеймсона нікому було захищати - до нього-то він і вирушив, а Павука вирішив залишити на «десерт». Скорпіон до чортиків налякав Джеймсона своєю несподіваною появою. Поки він від нього тікав, Гарган примудрявся зруйнувати всю потрапляє під хвіст меблі. Коли ж Джеймсон був затиснутий в кут, з'явилася Людина-Павук. Скорпіонові довелося битися з ним. Коли Скорпіон відкидає Людину-Павука хвостом, він знову намагався напасти на Джеймсона. Так тривало до тих пір, поки не прибула поліція. Він не хотів знову за ґрати, і тому виліз у вікно і відправився по стіні на дах. Людина-Павук за ним. На даху у них знову зав'язалася битва. Верхолаз міцно зв'язав ноги Скорпіона павутиною, але той стрибнув з даху і захопив Павука з собою. Верхолаз швидко зорієнтувався і влаштував Скорпіонові запаморочливу прогулянку по місту. Павук прямував до річки Гудзон. Він жбурнув туди Гаргана і впав сам. Битва у воді була недовгою. Павук знову запаутініл знесиленого Скорпіона і залишив поліції.

## Веном
Норман Осборн (Norman Osborn) повідомив Ґарґану, ким насправді був Людина-Павук, і звелів діяти, якщо його спіймають і посадять за ґрати. Коли це сталося, згідно з наказами Озборна, він викрав тітку Мей, а після призначив зустріч Пітеру Паркеру. Після довгих демагогії, Ґарґан сказав Паркеру, що є тільки один спосіб врятувати тітку - витягнути з в'язниці Озборна. Він повернувся в свою квартиру, щоб одягнути костюм Скорпіона, зроблений Озборном, де його чекав Веном («що зирнув» Анжело Фортунато (Angelo Fortunato) - прим. Пер.). Він запропонував йому нові здібності і стати йому «новим найкращим другом». Ґарґан став єдиний з цією істотою.
Павуку довелося звільнити Озборна. Після, він і Чорна Кішка потрапили в засідку до Зловісною Дюжині (Sinister Twelve). Але навіть з новими силами Людина-Павук легко переміг Ґарґана, а Месники розібралися з іншими. Він потрапив за ґрати в колишню камеру Озборна. Мак перестав називати себе Скорпіоном і почав кликати Веном, а таємницю особистості Паркера він вирішив нікому не розкривати.